# Andor Lilienthal
Andor Lilienthal (Moskou, 5 mei 1911 - Boedapest, 8 mei 2010), was een Hongaars schaakgrootmeester.
Lilienthal groeide na de scheiding van zijn ouders op bij zijn moeder in Boedapest, en maakte in de jaren-1930  snel carrière als schaker. Hij nam deel aan drie Olympiades.
Teruggekeerd in zijn geboortestad Moskou trainde hij wereldkampioen Tigran Petrosjan. Hij was een van de 27 topschakers die in 1950 door de FIDE werden benoemd tot internationaal grootmeester, en speelde tegen alle grote namen van zijn tijd. Hij versloeg de wereldkampioenen Aleksandr Aljechin, José Raúl Capablanca, Michail Botvinnik, Max Euwe, Emanuel Lasker en Vasili Smyslov. In 1965 beëindigde hij zijn professionele loopbaan.